# Adolfo Gentil
Adolfo de Campelo Gentil, ou apenas Adolfo Gentil, (Fortaleza, 8 de janeiro de 1919) foi um advogado, banqueiro e político brasileiro, outrora deputado federal pelo Ceará.

## Dados biográficos
Filho de João da Frota Gentil e Sara Rosita Campelo Gentil, Advogado formado pela Universidade Federal do Rio de Janeiro com especialização em Economia e Finanças no Rollins College nos Estados Unidos, foi, dentre outas atividades, vice-presidente da União Brasileira de Seguros Gerais e diretor da Associação Comercial do Rio de Janeiro. Eleito deputado federal pelo PSD em 1950 e 1954, figurou na segunda suplência em 1958, exercendo o mandato sob convocação até ser efetivado em 1960 quando Colombo de Sousa renunciou para assumir o cargo de desembargador do Tribunal de Justiça do Distrito Federal e dos Territórios (TJDFT).
Adolfo Gentil deixou a política ao final do mandato retornando à iniciativa privada onde fundou o Banco Garantia em 1971 ao lado de nomes como Jorge Paulo Lemann.